# Anthophora bogdanowi
Anthophora bogdanowi är en biart som beskrevs av Fedtschenko 1875. Anthophora bogdanowi ingår i släktet pälsbin, och familjen långtungebin. Inga underarter finns listade i Catalogue of Life.